# گروه ئی‌ان‌ان
گروه ئی‌ان‌ان (انگلیسی: ENN Group) شرکت خوشه‌ای چینی است، که در سال ۱۹۹۶ توسط وانگ یوسو تأسیس شد.